# Kim Jin-a
Kim Jin-A (* 20. August 1996) ist eine nordkoreanische Judoka.
Kim Jin-A war 2011 U17-Asienmeisterin in der Gewichtsklasse bis 44 Kilogramm. 2013 siegte sie in der Gewichtsklasse bis 52 Kilogramm bei den asiatischen Jugendspielen und bei den U18-Asienmeisterschaften. 2015 war sie Zweite der U21-Asienmeisterschaften in der Gewichtsklasse bis 63 Kilogramm.
Ab 2018 trat sie im Leichtgewicht an, der Gewichtsklasse bis 57 Kilogramm. Bei den Asienspielen 2018 in Jakarta erreichte sie das Finale und erhielt Silber hinter der Japanerin Momo Tamaoki. Bei den Weltmeisterschaften 2018 in Budapest schied sie in ihrem zweiten Kampf gegen Miryam Roper aus Panama aus. Im Mannschaftswettbewerb gewann sie mit dem gemeinsamen koreanischen Team eine Bronzemedaille. Im April 2019 siegte sie bei den Asienmeisterschaften in Fujairah. Im weiteren Verlauf des Jahres 2019 gewann sie das Grand-Prix-Turnier in Hohhot, das Grand-Slam-Turnier in Abu Dhabi und das Masters-Turnier in Qingdao.